# Fleurs dans un vase bleu
Fleurs dans un vase bleu (en ukrainien : Кві́ти в си́ній ва́зі) est une aquarelle du peintre Mikhaïl Vroubel, réalisée en 1887. C'est l'une des meilleures natures mortes de l'artiste.
Pendant son séjour à Kiev, deux jeunes filles qui s'ennuient demandent à Vroubel de leur donner quelques leçons de dessin. L'artiste n'est pas très enclin à jouer au professeur et se dit que beaucoup parlent et expliquent comment il faut faire, mais quand il faut le faire ils ne sont pas capables. Sa leçon fut très simple : il a posé les fleurs dans un vase et les a peintes avec les deux filles.
Peintre talentueux, Vroubel était fasciné par le dessin de fleurs. Et quand la leçon de peinture se termine il continue à peindre seul avec soin. Celles-ci ont entrainé la vue et la main du maître, toujours enclin à rechercher de nouvelles harmonies de couleurs.
À l'image des fleurs l'habileté du maître coloriste se révèle aussi dans des aquarelles comme Ange au cierge et à l'encensoir, Venise, Vision du Prophète Ézéchiel ainsi que dans sa série des Démons.

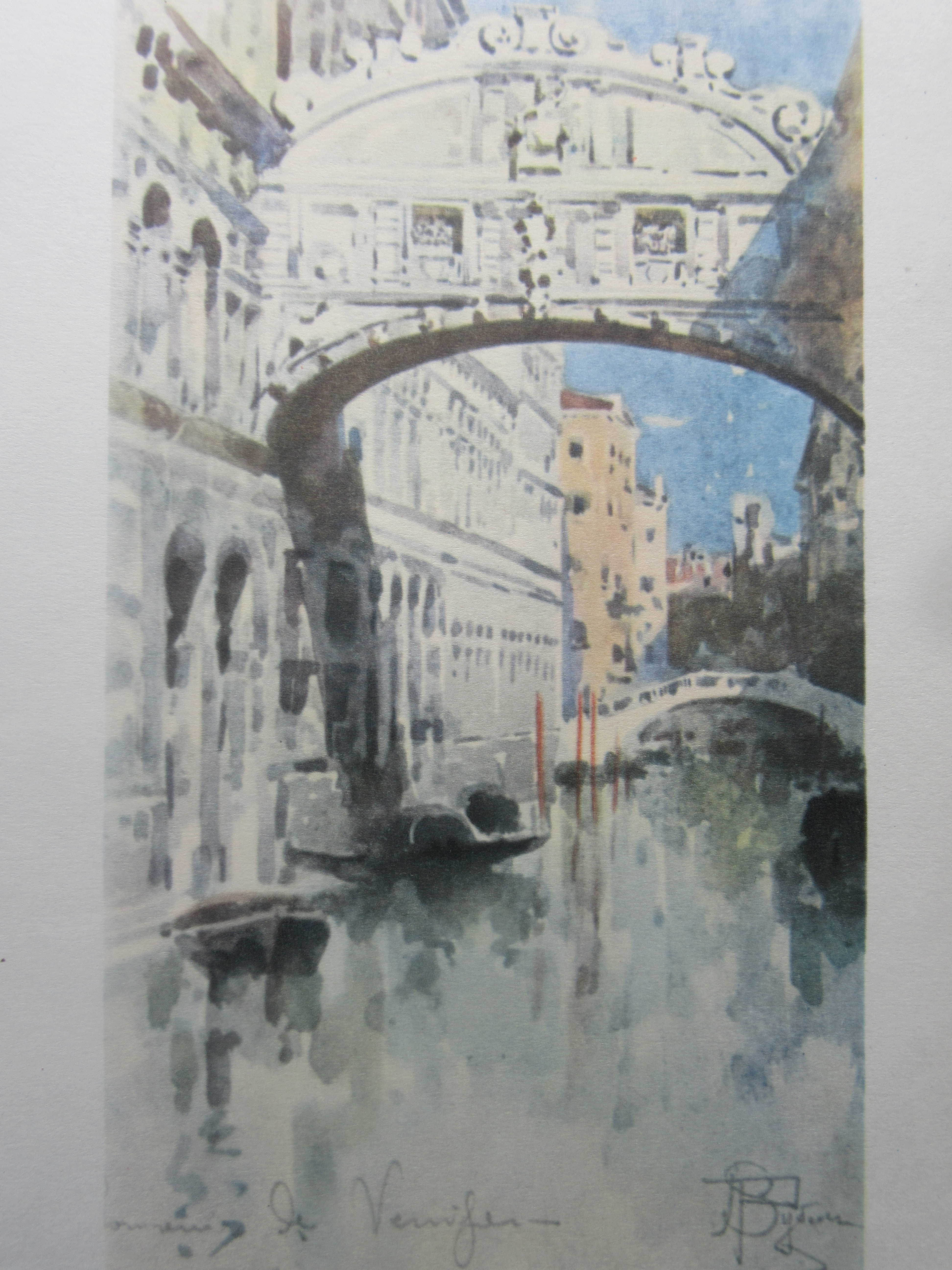
Aquarelle sur papier. Le Pont des soupirs à Venise par M. Vroubel, 1890, Galerie Tretiakov

## Provenance
Cette aquarelle provient à l'origine de la collection de la famille Prakhov à Kiev. Depuis 1934, elle est conservée au Musée national de peinture de Kiev.

## Crédit d'auteurs
- (uk) Cet article est partiellement ou en totalité issu de l’article de Wikipédia en ukrainien intitulé « Квіти в синій вазі » (voir la liste des auteurs).